# Alnaelva
Denna artikel handlar om floden Alna. För stadsdelen i Oslo, se Alna

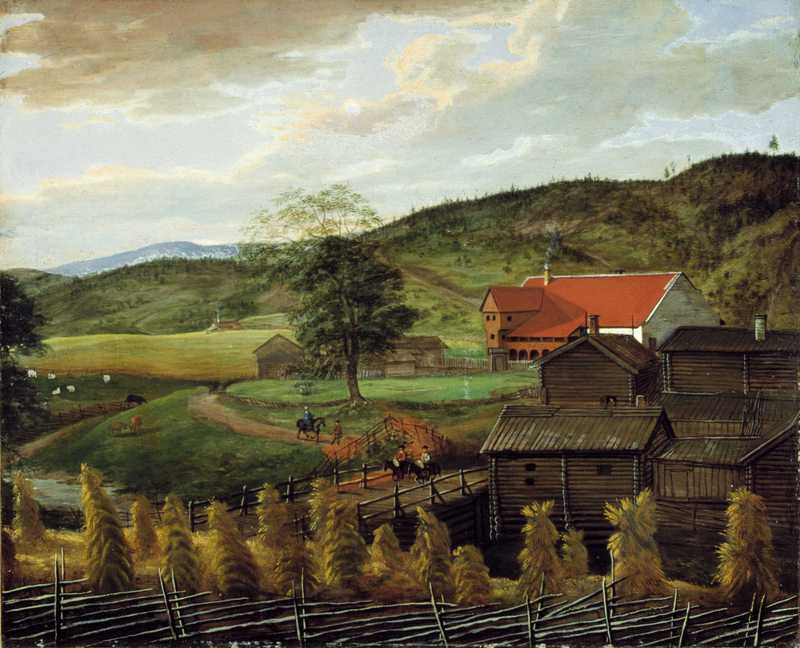
Geitabru och Oslo Hospital, målning av Jacob Koninck den yngre, 1699

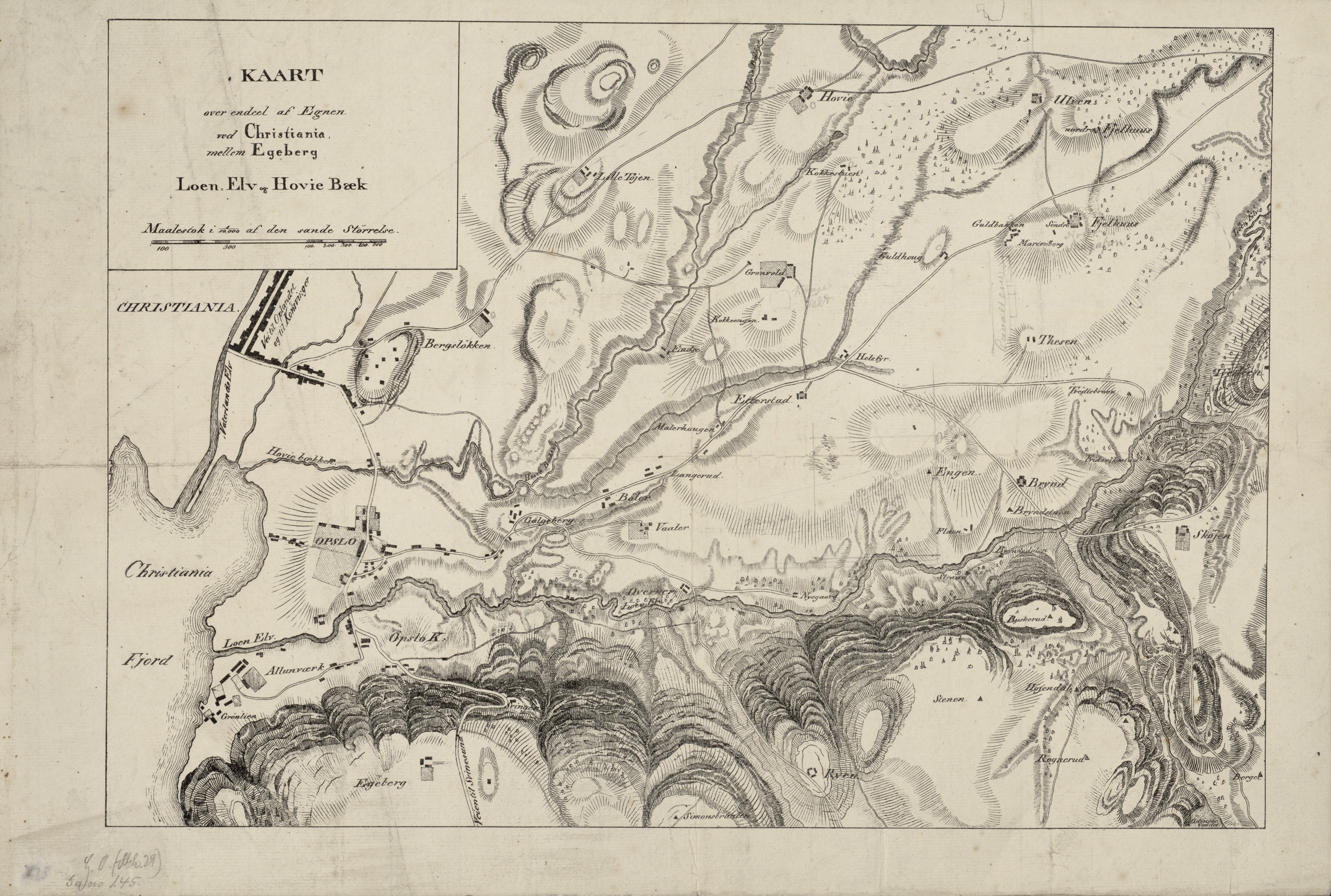
Alnaelvas nedre lopp på karta från första hälften av 1800-talet

Alnaelva, eller Loelva, Alna eller Osloelva, är med sina 15 kilometer från Oslo kommuns längsta flod.  Den rinner från Alnsjön i Lillomarka, med bidrag från Breisjön, Steinbruvannet, Tokerudbekken och Østensjøbekken. Alnaelvas vattenföring minskades från 1930, då Alnsjön blev dricksvattentäkt för Oslo.
Alnas översta källor, fem kilometer från Alnsjön, finns på nordsidan av Slengfehøgda (415 meter över havet) i gränstrakterna mot Nittedal. Härifrån rinner en liten bäck, vilken utgör gränsen mellan Oslo och Nittedal sydvästvart till Griseputten och vidare söderut genom Revlitjern, Evensetermyra och Svartkulp till Alnsjön (237 meter över havet). 

## Namnet
Namnet har ändrats, både när det gäller uttal och skrivsätt. Traditionellt muntligt uttal är i dag Ærna. I skriftliga källor finns former som bland annat Alne och Elna. 

## Historik
Alnas utlopp i Oslofjorden var platsen för grundandet av staden Oslo omkring år 1000, en hamnplats för vikingatidens flatbottnade handelsskepp. Dessa kunde också segla en liten bit uppåt floden. Alnaelva var på denna tid större och utloppets bredd var omkring 70 meter, med en strandlinje som låg tre meter högre än idag.  
Medeltidsstaden Oslo låg på strandslätten mellan Alnaelva och Hovinbekken (Klosterelva). Ruinerna av bland andra den gamla kungsgården ligger i närheten av Alnaelvas utlopp, delvis under Norges Statsbaners gamla lokomotivverkstad. 
Vid Alnaelva och Akerselven fanns goda förekomster av lera, och det första tegelbruket med anknytning till Alnaelva anlades av hertig Håkon Magnusson omkring 1290, bland annat för att tillverka tegelsten till en utbyggnad av Mariakirken med ett 45 meter högt västtorn.  
Från 1500-talet blev Alnaelva kraftkälla för sågverk, och på 1700-talet låg det tio sågverk mellan Kværner och Grorud.

### Industrialiseringen på 1800-talet
Ett antal bränder och översvämningar ledde till att kvarnverksamheten vid Kværner gård lades ned 1852. Efter nedläggningen grundade Oluf Onsum 1853 den mekaniska verkstaden Kværner Brug på Kværners gårds mark på den östra sidan av Alnaelva. Kværner Brug (senare Kværner ASA) låg i Alnadalen till år 1999. 
Vid Bryn station, som hade invigts 1854, löper Østensjøbekken ut i Alnaelva och vidare ned i Brynsfossen. Mot slutet av 1800-talet tillkom en rad verksamheter i området runt Bryn och Brynforsen, bland andra ett bryggeri och Joh. Petterssons Lin og Bomuldsfabrikk.

## Kulvertering
Från början av 1900-talet lades flodens nedre lopp i kulvertar på stora sträckor, bland annat 1922 sträckan genom Gamlebyen upp till Kværnerdalen. Floden leddes i tunnel till Kongshavn i Bunnefjorden, omkring 900 meter söder om det ursprungliga utloppet i Bjørvika. Oslo bystyre beslöt på 2000-talet att flodloppet efter hand ska rekonstrueras, där så är möjligt.
Under 2010-talet rekonstruerades landskapet vid den ursprungliga flodmynningen som en del av Middelalderparken. Själva den tidigare nedre floddalen används numera för järnvägsgodsspåret Loenga–Alnabrulinjen samt bangårdar.
Mellan Svartdalen och Kværnerdumpa, något sydväst om korsningen Enebakkveien/Arnljot Gellines vei, lades Alnaelva i kulvert 1946. Innan dess var det där en fors, som kallades Kværnerfossene, och Alnaelva rann ned över hela Kværnerområdet, det vill säga i Svartdalen (det trång partiet längs Alna öster i Kværnerområdet, där Alnaelva har legat öppen hela tiden) och vidare genom Kværnerdumpa. Ett stort område i Svartdalen blev avsatt som park på 1930-talet, och en mindre del rekonstruerades som Svartdalsparken 1993.
Leirfossen med sitt fall på 15-16 meter lades i kulvertar omkring 1970 på grund av det förorenade vattnet, och forsen stängdes av bakom en betongvägg. År 2011 återöppnades forsen. En öppning av vattenspelet Hølaløkka vid Grorud stasjon och Østre Aker vei år 2012 var också ett led restaureringen av Alna.

## Broar
En av landets äldsta bevarade stenvalvsbroar, Kalbakkbrua från omkring 1790, korsar Alnaelva vid Kalbakken i Grurud. Den var i gamla tider en del av kungsvägen till Trondheim. Bron är uppförd i röd grorudsgranit (syenit) och är ett byggnadsminne.
Under medeltiden, då Alnaelva utgjorde Oslos gräns åt sydost, var Geitabru i Gamlebyen en strategiskt viktig bro för stadens försvar. Geitabru har senare varit en del av Europaväg E18:s trafikled genom Oslo under tiden efter Alnaelvas kulvertering, då bron lett över järnvägsspår. Parallellbron Loenga bru något söder om denna invigdes 1963 och revs 1996.

## Bildgalleri

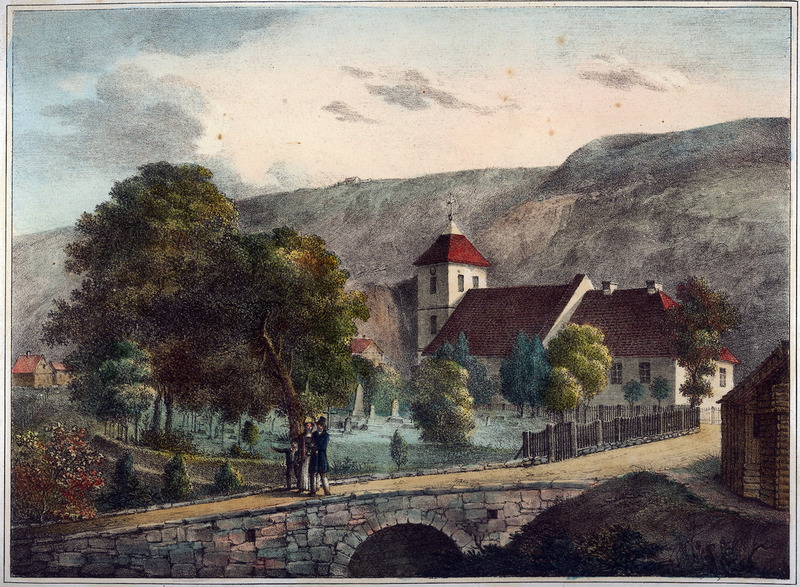
Geitabru vid Gamlebyen kirke, omkring 1830, litografi av Peter Frederik Wergmann
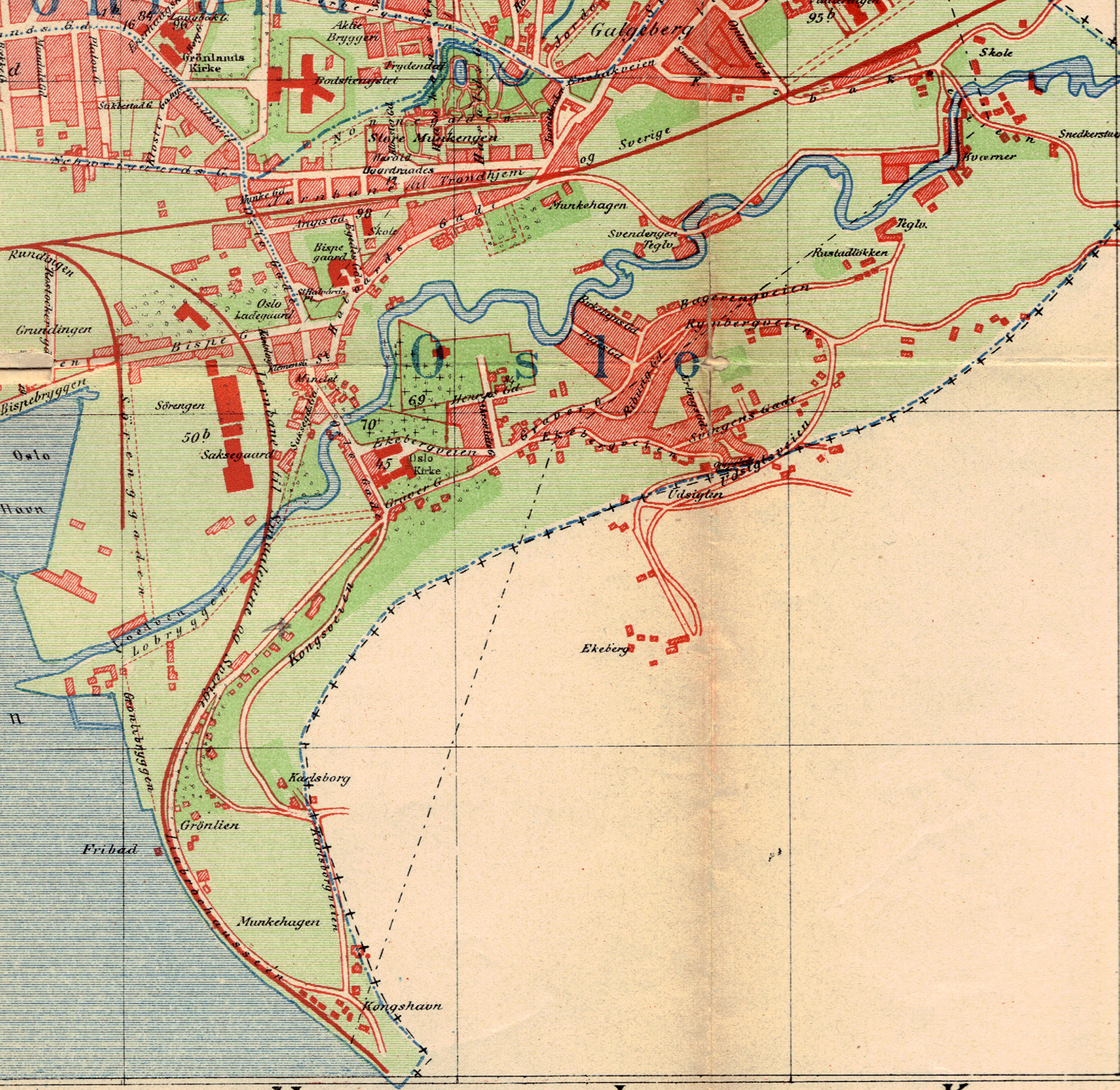
Alnaelvas lopp i Gamlebyen, omkring 1900
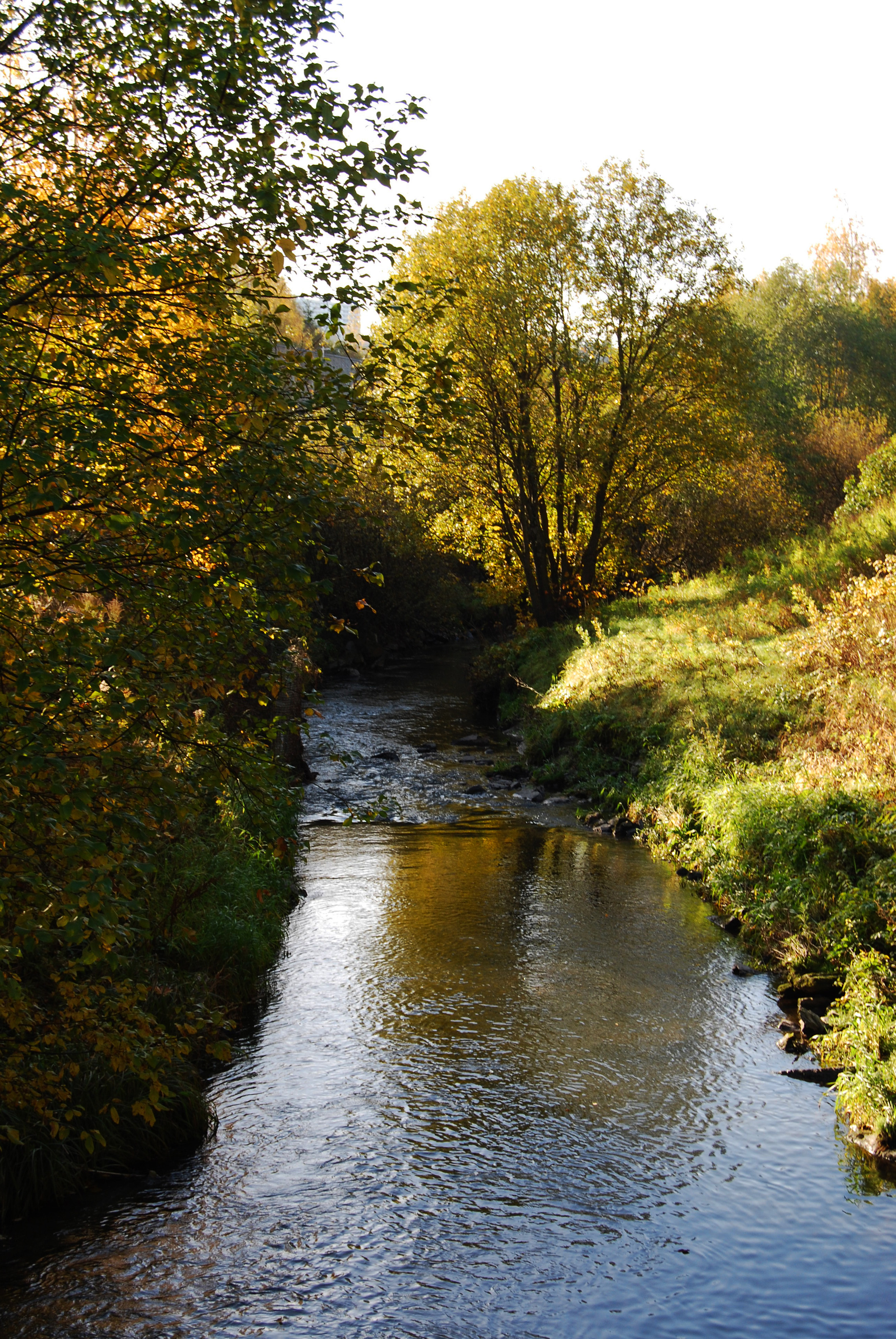
Alnaelva sedd från Alnabru
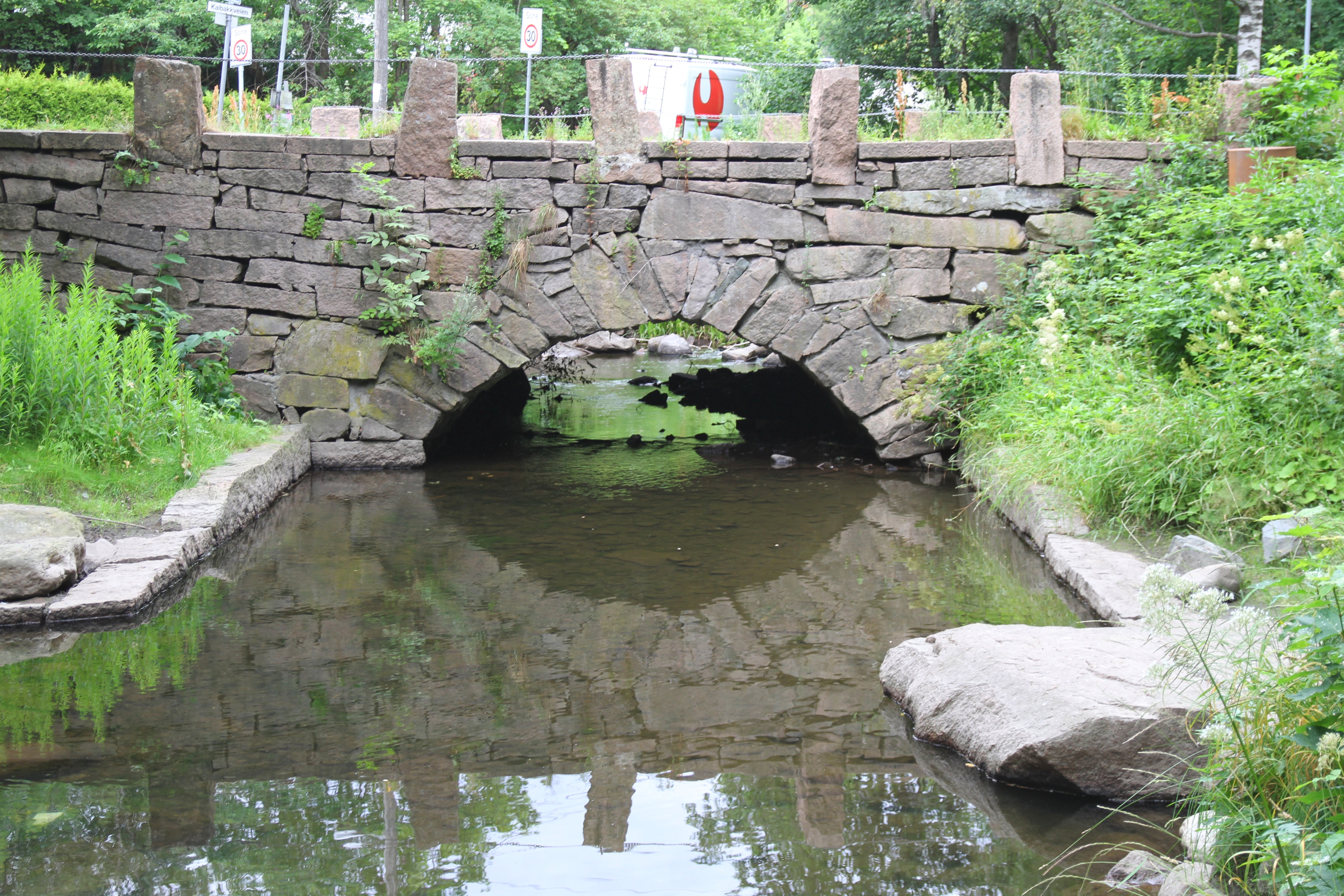
Kalbakkbrua från 1790, där Kalbakkveien går över Alnaelva
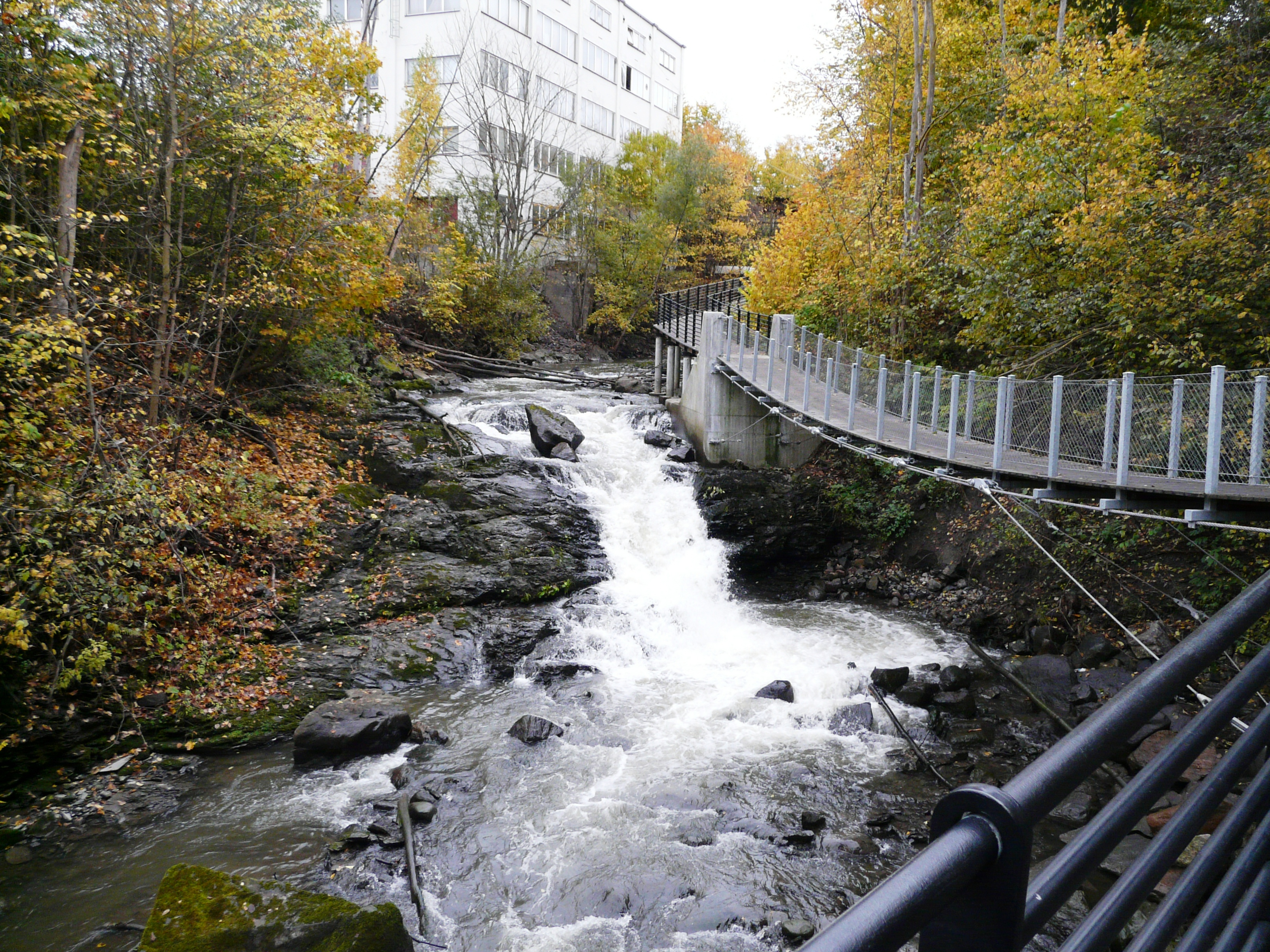
Hängbro vid vattenfall, ner mot Svartdalsparken i Oslo
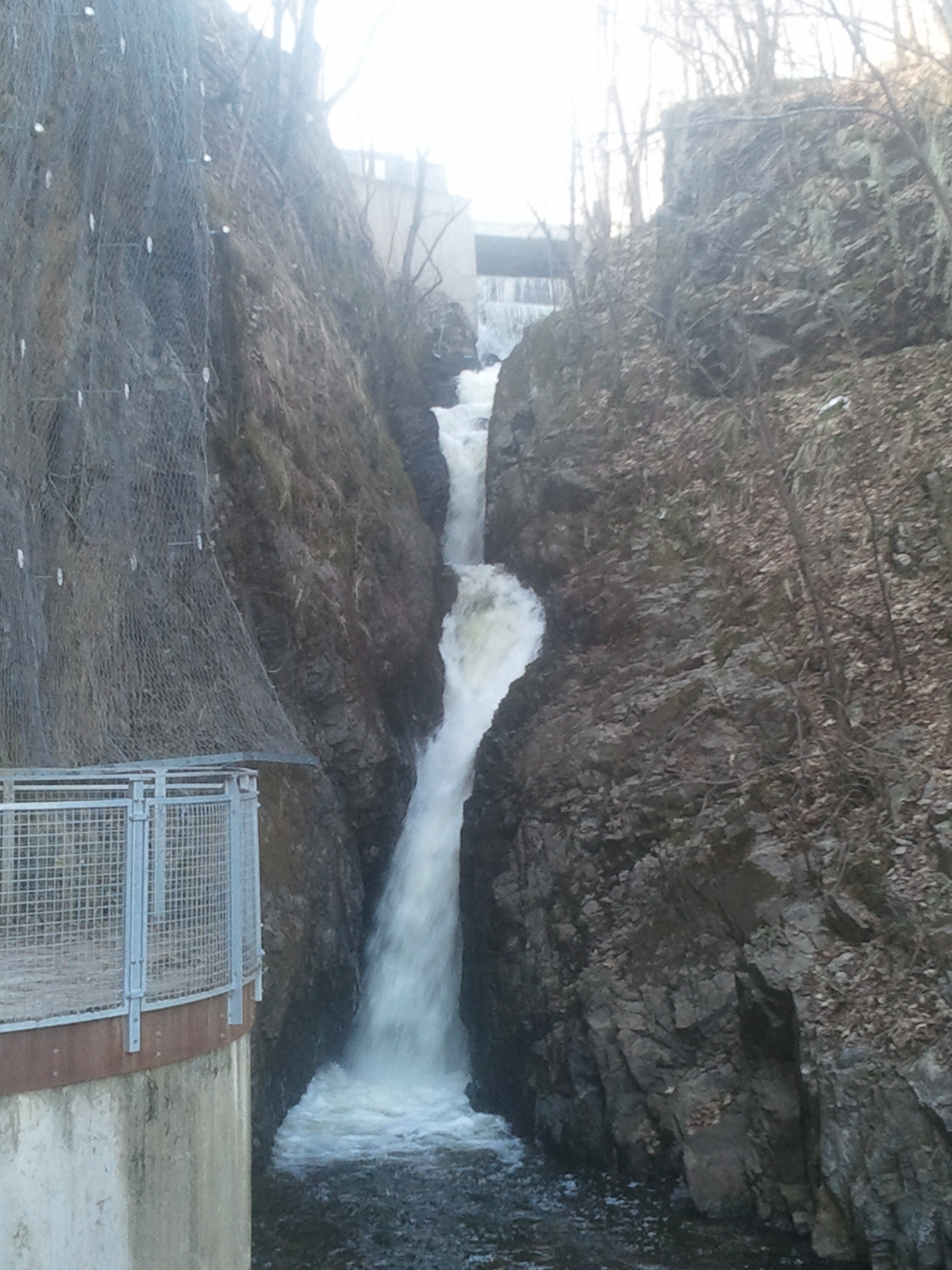
Leirfossen vid Hølaløkka i Grorud
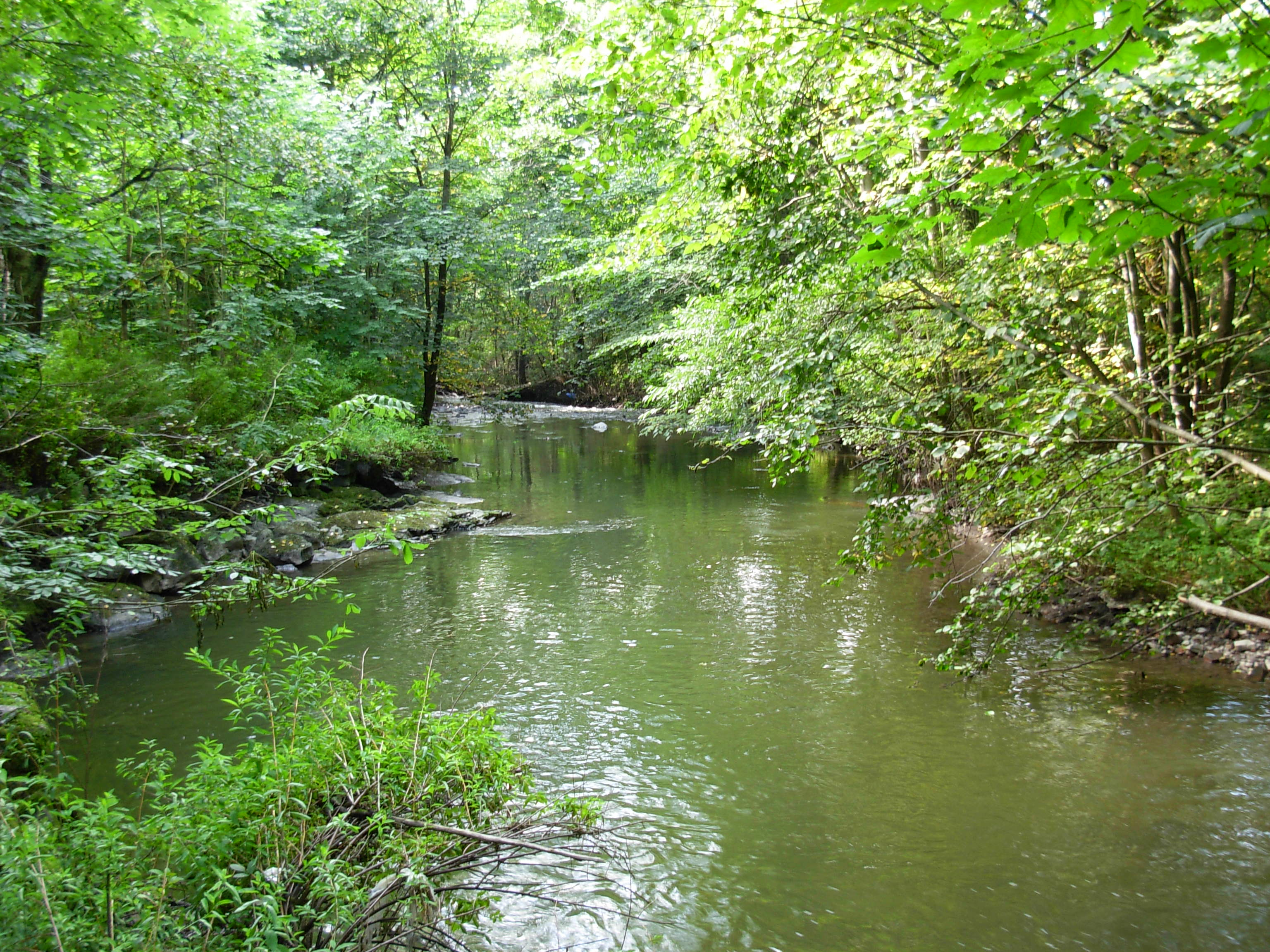
Alnaelva i Svartdalsparken ovanför Kværner
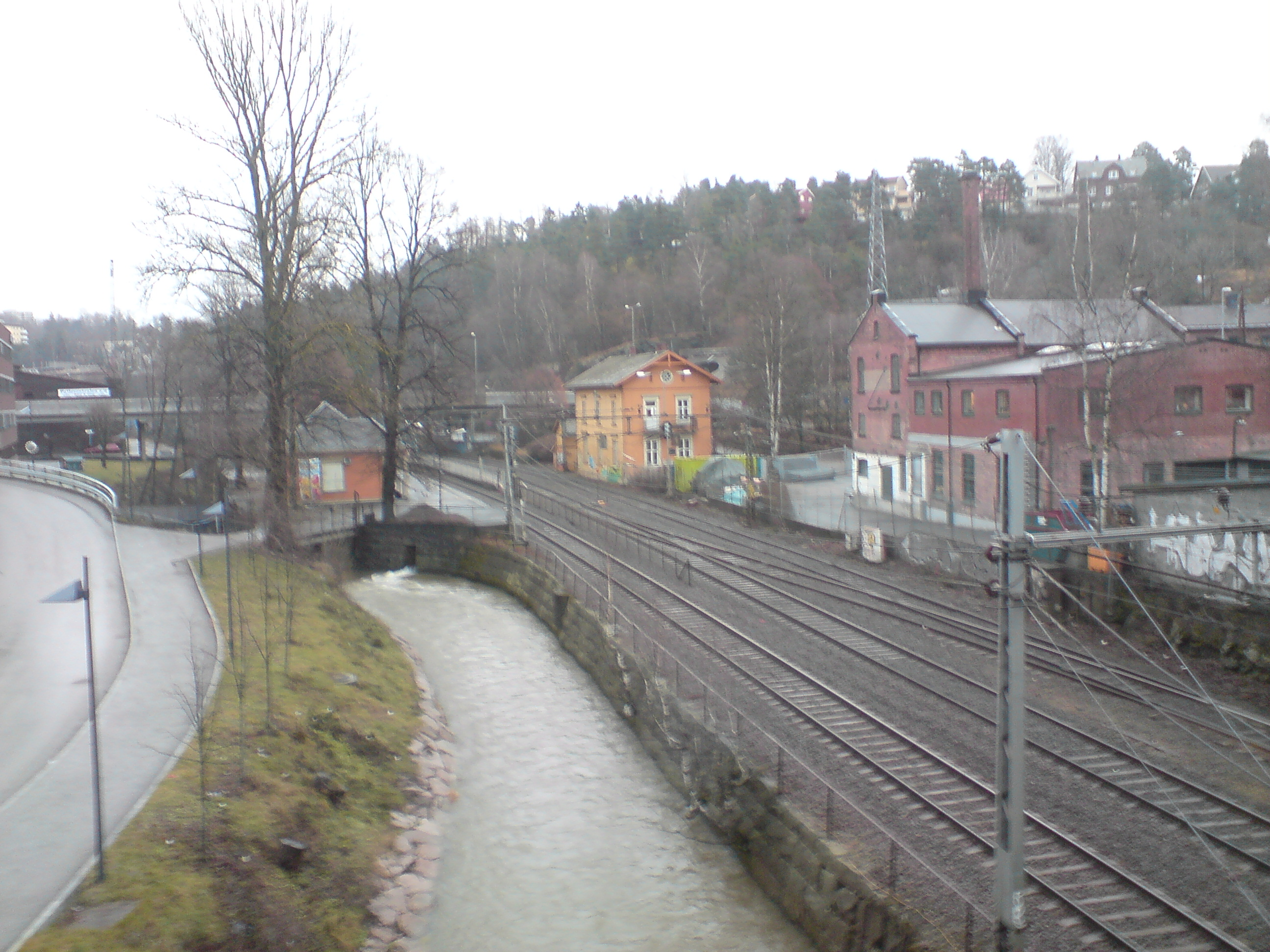
Alna vid Bryns station
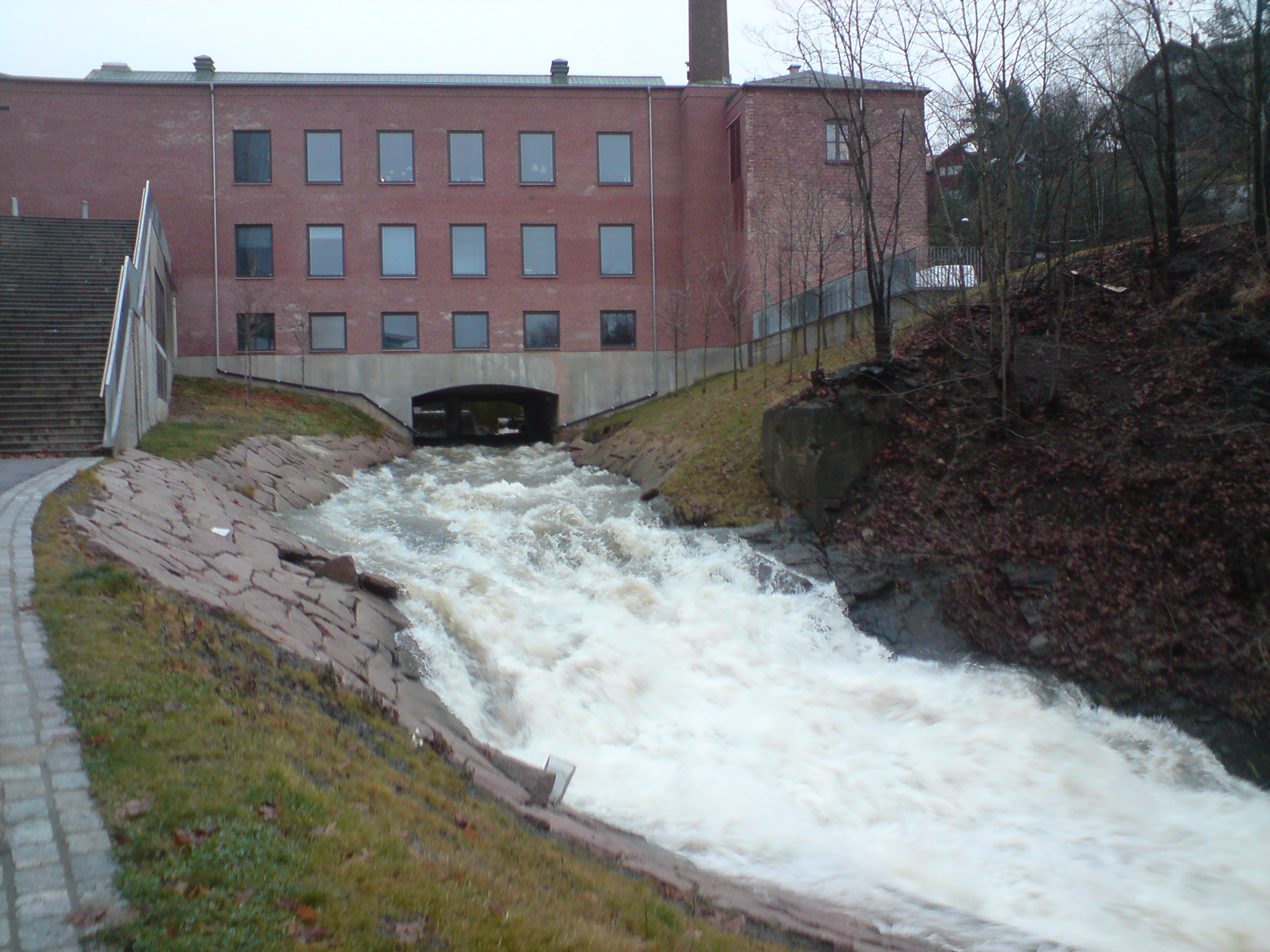
Alnas foss vid Bryn, under Joh. Petersen A/S Lin og Bomullsvarefabrikk
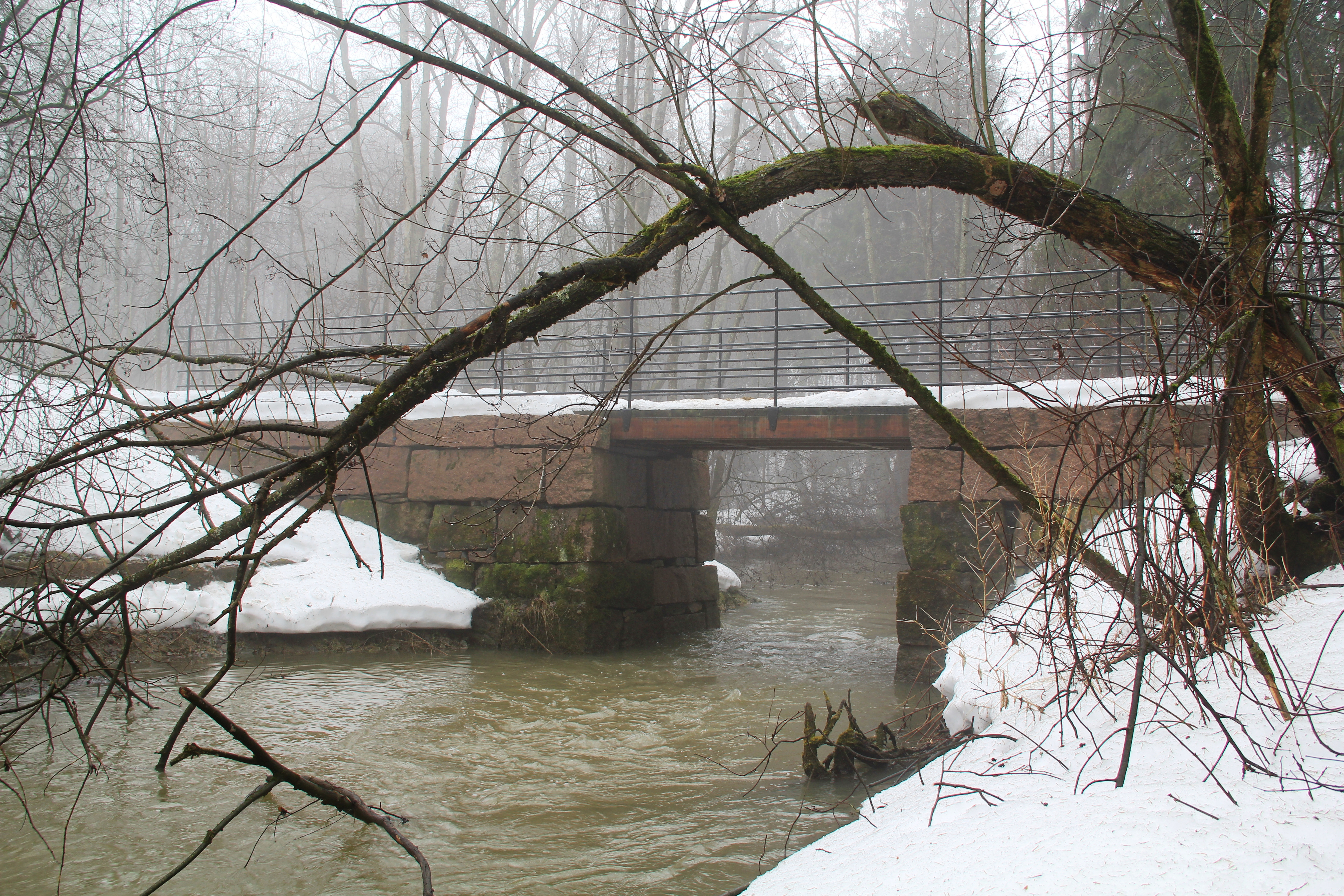
Ragna Hansens bro över Alnaelva i Alnaparken
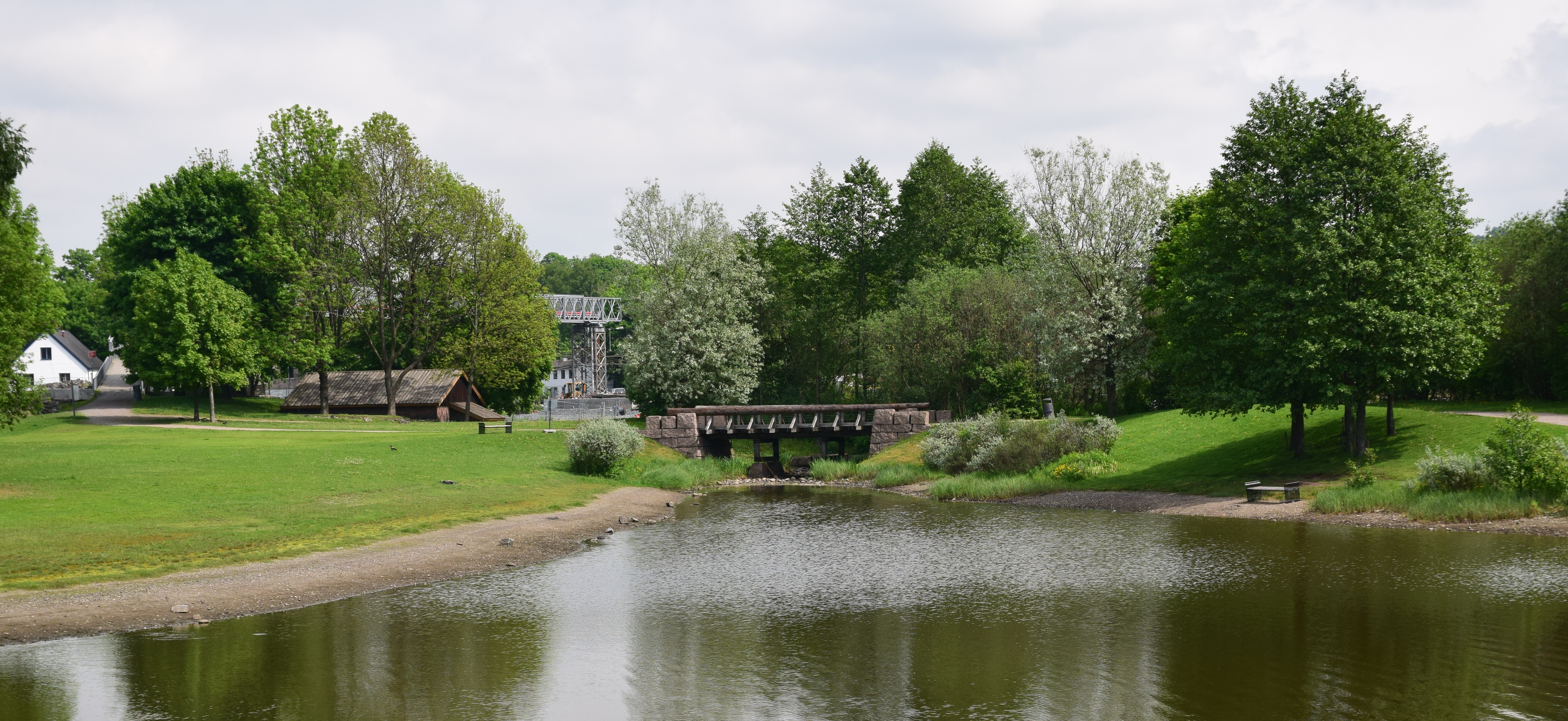
Rekonstruktion av den tidigare flodmynningen i Middelalderparken